# Liza Marklund
Liza Marklund (Pålmark, 9 settembre 1962) è una scrittrice e giornalista svedese, autrice della serie poliziesca di Annika Bengtzon, divenuta un successo internazionale.

## Biografia
Liza è nata nel 1962 in un piccolo villaggio di Pålmark, vicino al Circolo polare artico. Il lavoro a tempo pieno dei genitori e il ridotto numero di amici la costrinsero a trascorrere da sola intere giornate. La stessa Marklund ha definito il suo isolamento giovanile come una disciplina, attraverso la quale ha imparato a gestire ogni ambito della sua esistenza, inclusa la scrittura. Ha vissuto in diversi paesi, tra cui Inghilterra, Israele, Italia, e Stati Uniti.
Si è dedicata al giornalismo a partire dai vent'anni: si è occupata di cronaca nera per il quotidiano Norrländska socialdemokraten, ha lavorato per alcuni giornali scandalistici, tra cui Aftonbladet, Expressen e il Metro Weekend, e ha collaborato con il canale televisivo TV4. La conoscenza dei media svedesi e in generale la sua esperienza personale hanno conferito credibilità ai suoi romanzi.
Il suo debutto è stato accolto dalla critica positivamente; secondo Anders Hammarqvist e Bo Lundin avrebbe portato una vera e propria ventata di aria fresca all'interno del genere poliziesco svedese.
Nel 1999 Marklund, insieme all'autore Jan Guillou e l'editore Ann-Marie Skarp, ha fondato la Piratförlaget, la terza casa editrice più grande della Svezia, .
Da Novembre 2004 è ambasciatrice di pace per l’UNICEF. Liza e la sua famiglia vivono spostandosi tra Stoccolma e Marbella.

## Carriera letteraria
Nel 1995 Liza ha pubblicato il suo primo libro, Gömda (Buried Alive), ed il suo primo poliziesco, Sprängaren, nel 1998. Dal suo debutto l'autrice ha pubblicato undici romanzi e due libri di saggistica: uno di questi, Det finns en särskild plats i helvetet för kvinnor som inte hjälper varandra, realizzato nel 2005 con Lotta Snickare (un'organizzazione), tratta della leadership femminile. Il titolo è una citazione della politica Madeleine Albright.
I romanzi di Marklund hanno venduto circa 15 milioni di copie e sono diventati bestseller nei paesi nordici. La sua fama è però di portata internazionale: è la seconda scrittrice svedese (il primo è Stieg Larsson) ad aver raggiunto la cima della classifica bestseller del New York Times. I suoi romanzi Prime Time (2002) e Den röda vargen (2003), e le successive riedizioni, sono stati inseriti da Publishing Trends nella classifica dei bestseller internazionali, rispettivamente al numero dodici e tredici.
Ha collaborato alla stesura di un romanzo con James Patterson nel 2010: questo lavoro l'ha consacrata definitivamente come autrice sulla scena mondiale, facendole guadagnare il primo posto nella classifica svedese dei bestseller a solo un mese dalla pubblicazione.
Liza è una donna impegnata politicamente: ha realizzato alcuni documentari sui bambini con HIV e AIDS in Cambogia e in Russia, e una serie sulla violenza domestica, intitolata Take a Little Beating.

### La serie di Maria Eriksson
Pubblicato nel 1995, Gömda (Buried Alive), primo romanzo della serie, rappresenta il suo debutto letterario. Si tratta di un romanzo-documentario politico basato sulla storia vera di una donna costretta a nascondersi perché maltrattata dal suo fidanzato. Questa serie è stata al centro di un acceso dibattito mediatico da quando, nel 2008, la giornalista Monica Antonsson ha pubblicato il libro, Mia: sanningen om Gömda, nel quale ha messo in discussione la veridicità della storia raccontata in Gömda. A tale contestazione Liza Marklund e il suo editore hanno ribattuto affermando che molti nomi e fatti erano stati modificati per proteggere l'identità delle persone che apparivano nel libro. Successivamente, l'autrice svedese ha deciso con il suo editore di cambiare il titolo da "storia vera" a "basato su una storia vera".
La serie è composta da:
- Gömda - en sann historia (Buried Alive - A True Story, 1995; edizione aggiornata 2000)
- Asyl - den sanna fortsättningen på Gömda (Asylum Granted - A True Story, 2004)

### La serie di Annika Bengtzon
Dal suo debutto nel 1998, la serie consta di undici libri, diventati un successo internazionale e tradotti in trenta lingue diverse. La cornice di questa collana è rappresentata dalla routine frenetica della reporter Annika Bengtzon, vivace donna di trentacinque anni con due bambini, una vita privata difficile, e un lavoro usurante come reporter per un tabloid chiamato Kvällspressen a Stoccolma. La serie registra la continua lotta tra la vita professionale e privata della reporter in un arco narrativo di quindici anni.
Grazie a questa serie Marklund si è posizionata ventiduesima nella classifica delle personalità più influenti del 2008 in Svezia, un elenco stabilito annualmente dalla rivista commerciale per l'industria pubblicitaria, Resumé. L'utilizzo del format seriale ha dato l'opportunità all'autrice di creare personaggi complessi, che si sviluppano nel tempo e sono il riflesso dei cambiamenti nella società e delle tendenze del genere poliziesco.
La serie è composta da:
- 1998 - Sprängaren - Delitto a Stoccolma, traduzione di Laura Cangemi, Mondadori, 2001 (ISBN 88-04-48927-8)
- 1999 - Studio Sex - Studio Sex, traduzione di Laura Cangemi, Mondadori, 2002 (ISBN 88-04-49978-8)
- 2000 - Paradiset - Fondazione Paradiso, traduzione di Laura Cangemi, Marsilio, 2016 (ISBN 978-88-317-2388-6)
- 2002 - Prime Time - I dodici sospetti, traduzione di Laura Cangemi, Mondadori, 2004 (ISBN 88-04-52467-7)
- 2003 - Den röda vargen - Il lupo rosso, traduzione di Laura Cangemi, Marsilio, 2008 (ISBN 978-88-317-9592-0)
- 2006 - Nobels testamente - Il testamento di Nobel, traduzione di Laura Cangemi, Marsilio, 2009 (ISBN 978-88-317-9855-6)
- 2007 - Livstid - Finché morte non ci separi, traduzione di Laura Cangemi, Marsilio, 2010 (ISBN 978-88-317-0723-7)
- 2008 - En plats i solen - Freddo Sud, traduzione di Laura Cangemi, Marsilio, 2011 (ISBN 978-88-317-0895-1)
- 2011 - Du gamla du fria - Linea di confine, traduzione di Laura Cangemi, Marsilio, 2013 (ISBN 978-88-317-1471-6)
- 2013 - Lyckliga gatan - Happy Nation, traduzione di Laura Cangemi, Marsilio, 2014 (ISBN 978-88-317-1844-8)
- 2015 - Järnblod - Ferro e sangue, traduzione di Laura Cangemi, Marsilio, 2017 (ISBN 978-88-317-2658-0)

#### Cronologia
La serie di Annika Bengtzon non è scritta seguendo l'ordine cronologico degli avvenimenti della vita della reporter. Volendo leggere i romanzi in tal senso la successione dovrebbe essere la seguente:
1. Studio Sex
2. Fondazione Paradiso
3. I dodici sospetti
4. Delitto a Stoccolma
5. Il lupo rosso
6. Il testamento di Nobel
7. Finché morte non ci separi
8. Freddo Sud
9. Linea di confine
10. Happy Nation
11. Ferro e sangue

### Altre opere
- 2018 - Pärlfarmen - Perla nera, traduzione di Laura Cangemi, Marsilio, 2020 (ISBN 978-88-297-0510-8)

### Stenträsk-trilogin
- 2021 - Polcirkeln, Perfette sconosciute, traduzione di Laura Cangemi, Venezia: Marsilio, 2023 ISBN 978-88-297-1397-4
- 2022 – Kallmyren, La donna della palude, traduzione di Laura Cangemi, Marsilio, 2024  ISBN 978-8829713981
- 2023 – Stormberget

### Collaborazioni
- 1998, Härifrån till jämställdheten con Lotta Snickare
- 2005, Det finns en särskild plats i helvetet för kvinnor som inte hjälper varandra con Lotta Snickare
- 2010, Cartoline di morte (Postcard Killers) con James Patterson, traduzione di Annamaria Biavasco e Valentina Guani, Milano, Longanesi, (ISBN 978-88-304-2774-7). Da questo libro è stato tratto il film del 2020 Cartoline di morte.

## Film
Due romanzi tratti dalla serie di Annika Bengtzon, Sprängaren e Paradiset, sono stati adattati cinematograficamente in svedese dal regista inglese Colin Nutley. L’attrice Helena Bergström ha interpretato il ruolo di Annika in entrambi i film, usciti nel 2001 e nel 2003. Nel 2009, la compagnia televisiva Yellow Bird ha comprato i diritti per produrre una serie di film, usciti come DVD nel 2012. In questa produzione Annika è interpretata dall’attrice svedese Malin Crépin.
I film sono:
1. Annika: Crime Reporter - Il testamento di Nobel, (Nobels testamente), diretto da Peter Flinth, 2012
2. Annika: Crime Reporter - I dodici sospetti (Prime Time), diretto da Agneta Fagerström-Olsson, 2012
3. Annika: Crime Reporter - Studio Sex, diretto da Agneta Fagerström-Olsson, 2012
4. Annika: Crime Reporter - Il lupo rosso (Den röda vargen), diretto da Agneta Fagerström-Olsson, 2012
5. Annika: Crime Reporter - Finché morte non ci separi (Livstid), diretto da Ulf Kvensler, 2012
6. Annika: Crime Reporter - Freddo sud (En plats i solen), diretto da Peter Flinth, 2012

## Ambasciatrice per la pace UNICEF
Nel 2004 Liza Marklund, grazie al suo importante interesse per le questioni legate alle donne e ai bambini del Terzo Mondo, è stata nominata come ambasciatrice per il Fondo delle Nazioni Unite per l'infanzia. Viaggia regolarmente, occupandosi, tra le altre cose, della schiavitù infantile e di bambini con HIV e AIDS.

## Premi e riconoscimenti
- 1998, Premio svedese per la letteratura gialla nella sezione "Miglior romanzo d'esordio" per Delitto a Stoccolma
- 1998, Polonipriset
- 1999, Årets författare (SKTF)
- 2002, Sankt Eriksmedaljen
- 2004, Piteå Kommuns kulturpris
- 2007, Svenska Litteraturpriset
- 2010, Pocketpriset